# Saint-Bandry
Saint-Bandry – miejscowość i gmina we Francji, w regionie Hauts-de-France, w departamencie Aisne.
Według danych na styczeń 2014 roku gminę zamieszkiwały 283 osoby, a gęstość zaludnienia wynosiła 47,6 osób/km².